# مارک لوپز (تنیس‌باز)
مارک لوپز (اسپانیایی: Marc López‎؛ زادهٔ ۳۱ ژوئیهٔ ۱۹۸۲) یک تنیس‌باز اهل اسپانیا است.
از افتخارات وی میتوان به کسب مدال طلا دونفره مردان در بازی‌های المپیک تابستانی ۲۰۱۶ و قهرمانی در مسابقات تنیس دونفره آزاد فرانسه ۲۰۱۶ اشاره کرد.